# Sopot Open 1998
Il Sopot Open 1998 è stato un torneo femminile di tennis giocato sulla terra rossa.
È la 1ª edizione dell'Sopot Open, che fa parte della categoria Tier IV nell'ambito del WTA Tour 1998. Si è giocato a Sopot in Polonia, dal 27 luglio al 2 agosto 1998.

## Campionesse

### Singolare
Henrieta Nagyová ha battuto in finale  Elena Wagner con il punteggio di 6–3, 5–7, 6–1

### Doppio
Květa Hrdličková /  Helena Vildová hanno battuto in finale  Åsa Carlsson /  Seda Noorlander con il punteggio di 6–3, 6–2